# Art-Net
Art-Net és un protocol de comunicacions sense drets d'autor (royalty-free) per a transmetre el protocol de control d'il·luminació DMX512-A i la millora de protocol RDM, a través del protocol d'internet UDP. Serveix per a comunicar a través de xarxes (Ethernet, Wi-Fi…)

## Versions
| Versions | Data | Descripció |
| -------- | ---- | --- |
| I        | 1998 | Sempre empra comunicació amb difusió àmplia o Broadcast.                                                            |
| II       | 2006 | La consola esbrina l'adreça dels nodes i llavors utilitza comunicació unidifusió o Unicast. Límit de 256 universos. |
| 3        | 2011 | S'augmenta al nombre d'universos a 32.768                                                                           |
| 4        | 2016 | Permet a una passarel·la suportar fins a 1000 ports DMX en una mateixa única IP.                                    |

## Format de paquet
| núm. de byte | Nom del camp | Mida  | Descripció                                    |
| ------------ | ------------ | ----- | --------------------------------------------- |
| 0            | ID[]         | 8     | Identifica com a Art-net                      |
| 8            | OpCodeLo     | 1     | Defineix el tipis de paquet                   |
| 9            | OpCodeHi     | 1     | Defineix el tipis de paquet                   |
| 10           | ProtVerHi    | 1     | Versió del protocol                           |
| 11           | ProtVerLo    | 1     | Versió del protocol                           |
| 12           | Sequence     | 1     | Seqüència de paquet                           |
| 13           | Physical     | 1     | Seqüència de paquet                           |
| 14           | SubUni       | 1     | Port físic que envia el paquet                |
| 15           | Net          | 1     | Adreça del prot destí                         |
| 16           | LengthHi     | 1     | Longitud de la matriu de dades                |
| 17           | LengthLo     | 1     | Longitud de la matriu de dades                |
| 18           | Data[]       | 2-512 | Els valors de la matriu de canals fins a 512. |